# Pericle Ducati
Pericle Ducati (* 11. Juli 1880 in Bologna; † 28. Oktober 1944 in Cortina d’Ampezzo) war ein italienischer Klassischer Archäologe und Etruskologe.

## Leben
Pericle Ducati wurde in Bologna in einer aus dem Trentino stammenden Familie geboren. Er studierte italienische Literatur an der Universität Bologna, u. a. bei Giosuè Carducci und Edaoardo Brizio, und in Rom, u. a. bei Luigi Pigorini und Rodolfo Lanciani. Nach seinem Studienabschluss erhielt er auch ein Diplom in Archäologie.
Ducati wurde bald Professor für Klassische Archäologie und lehrte an den Universitäten Catania (1912–1916), Turin (1916–1920) und Bologna (seit 1920). Ab 1921 war er auch Direktor des Museo Civico in Bologna. Von 1923 bis 1923 und noch einmal im Studienjahr 1943/44 war er Dekan der Fakultät für Literatur und Philosophie der Universität Bologna.
Ducati war auch Mitglied des Obersten Rats für die Antiquitäten und Schönen Künste (Consiglio Superiore per le Antichità e le Belle Arti), sowie angesehenes Mitglied zahlreicher in- und ausländischen Institutionen (Accademia dei Lincei, korrespondierendes Mitglied seit 1924, socio nazionale ab 1936). Als gelehrter Wissenschaftler der klassischen und etruskischen Kunst hat er zahlreiche Artikel und Monografien hinterlassen (insgesamt über 3.000).
Nach dem italienischen Waffenstillstand von 1943 blieb Ducati als traditioneller Nationalist dem Faschismus treu und trat der Republik von Salò bei. Diese Sympathie wurde ihm zum Verhängnis. Am 24. Februar 1944 wurde er auf der Schwelle seines Hauses von unbekannten Partisanen überfallen, die ihm in den Rücken schossen und dabei schwer verletzten. Ducati überlebte den Angriff nur kurz und erlag seinen Verletzungen am 28. Oktober desselben Jahres in einem Krankenhaus in Cortina d’Ampezzo.

## Schriften (Auswahl)
- L’arte classica, Turin 1920
- Storia della ceramica greca, Florenz 1923
- Guida al Museo civico di Bologna, Bologna 1923
- I monumenti di Grecia e di Roma, Turin 1924 (2. Auflage 1925)
- Etruria antica, Turin 1925 (2. Auflage 1927)
- Storia dell’arte etrusca, 2 Bände, Florenz 1927
- Lisippo, Rom 1930
- Gli scavi d’Italia, Florenz 1931
- Pontische Vasen (= Forschungen zur antiken Keramik. Reihe 1: Bilder griechischer Vasen. Bd. 5). Keller, Berlin 1932.
- Il santuario di Olimpia, Rom 1932
- La scultura greca, Florenz 1933–36
- La scultura etrusca, Florenz 1934
- La scultura romana, Florenz 1934
- Le Pitture delle Tombe delle Leonesse e dei Vasi Dipinti (= Monumenti della pittura antica scoperti in Italia. Sezione Prima, La Pittura Etrusca. Tarquinii, Fascicolo 1). Rom 1937.
- Le problème étrusque, Paris 1938